# Josh Howard
Pour les articles homonymes, voir Howard.
Josh Howard, né le 28 avril 1980 à Winston-Salem en Caroline du Nord (États-Unis), est un joueur américain de basket-ball. Howard mesure 2,01 m et évolue au poste d'ailier.

## Biographie

### Lycée
Avant d'aller à l'université, Josh Howard passe un an dans l'Académie militaire Hargrave de Chatham en Virginie après 4 ans à Glenn High School en Caroline du Nord. Howard obtient un double-double en moyenne sur la saison à Hargave avec 19,9 points et 10,1 rebonds par rencontre. Il mène Hargrave à une saison de 27 victoires pour 3 défaites, en tirant à plus de 55 % à deux points, 44 % à trois points et 85 % aux lancers francs.
Howard est nommé au First All-State Selection dans son année de sénior. Il marque un double-double sur toute la saison à Glenn pendant ses années junior et Senior. Lors de son année senior, Howard réalise 6 contres par matchs et tire à 70 %.

### CarrièreNCAA
Howard signe à Wake Forest en 1999, à cause de la proximité du campus par rapport à sa famille. Pendant sa première saison, il joue les 36 matchs dont 34 en tant que titulaire, avec 9,1 points de moyenne. Contre Duke, il réalise son meilleur match de la saison avec 19 pts (7/10 au tir) dont 2/3 à trois points.
Pendant son année sophomore, Howard est sélectionné pour la seconde équipe All-ACC en jouant 29 matchs sur la saison. Il devient aussi le meilleur marqueur de son équipe avec 13,6 points de moyenne. Ensuite il obtient une place dans la 3e équipe All-ACC et dans la deuxième équipe NABC All-District.
Josh Howard est aussi l'un des 6 joueurs de l'histoire des équipes ACC à cumuler 1500 points, 500 rebonds, 200 passes décisives et 100 contres dans une carrière ACC. Et le second après Shane Battier à cumuler 1000 points, 500 rebonds, 200 passes décisives, 200 interceptions, 100 contres et 100 panniers à trois points. Josh Howard est nommé National Player Of The Year par FOX, College Insider et BasketBall Digest. Il est aussi un des finaliste du Trophée Wooden et du James Naismith Award en 2003. Howard a des statistiques de 19,5 points, 8,3 rebonds, 2,1 passes décisives et 1,5 contre par rencontre dans son année senior.

### CarrièreNBA
Howard se présente à la draft 2003 de la NBA et est choisi en 29e position par les Mavericks de Dallas.
Howard est sélectionné dans la seconde équipe NBA All-Rookie même s'il manque 13 matchs pour blessures.
Dans sa seconde saison, Howard est remplaçant et joue quelques minutes par rencontre. Après la blessure de Marquis Daniels, il devient titulaire au poste d'ailier et tourne à 12,6 points, 6,4 rebonds, 1,5 interception en moyenne pour 32 minutes de jeu pour la saison. La saison suivante il marque 15,6 points en moyenne par rencontre avec une adresse à 42,9 % à trois points. Il est limité à 59 matchs à cause de blessures.
Au début de 2006, Jerry Colangelo, le patron de USA Basketball, chargé de la désignation de l'Équipe des États-Unis, invite Howard pour lui proposer un poste dans l'équipe. Mais il n'est pas le seul à ce poste : la sélection se fait entre Howard, Shane Battier et Bruce Bowen.
Lors de la saison 2006-2007, Howard manque 2 matchs pour assister à la naissance de son fils. Depuis lors, il marque en moyenne 20 points par rencontre, et prend 7,5 rebonds et Dallas enregistre le record de la franchise : 65 victoires pour 17 défaites.
La suite est un peu moins rose : les blessures s'accumulent, il est plusieurs fois montré du doigt à cause de son comportement (consommation de marijuana, manque de respect lors de l'hymne national).
Plus trop en odeur de sainteté dans le Texas, il est inclus dans l'échange avec les Washington Wizards et arrive dans la capitale fédérale en compagnie de Quinton Ross et James Singleton en contrepartie de Caron Butler et Brendan Haywood.
Après seulement deux matchs, Howard se déchire le ligament du genou gauche au cours du premier quart-temps d'un match contre Chicago et voit sa saison terminée.
Le 21 décembre 2012, il se fait coupé de son club les Wolves de Minnesota.
Le 25 octobre 2013, il s'engage avec le club des Spurs de San Antonio, où il retrouve un ancien célèbre pensionnaire de Wake Forest en la personne de Tim Duncan.

## Records sur une rencontre en NBA
Les records personnels de Josh Howard en NBA sont les suivants, :
| Type de statistique        | Saison régulière | Saison régulière          | Saison régulière  | Playoffs | Playoffs                   | Playoffs      |
| Type de statistique        | Record           | Adversaire                | Date              | Record   | Adversaire                 | Date          |
| -------------------------- | ---------------- | ------------------------- | ----------------- | -------- | -------------------------- | ------------- |
| Points                     | 47               | Jazz de l'Utah            | 8 décembre 2007   | 29       | 2 fois                     | 2 fois        |
| Paniers marqués            | 14               | 2 fois                    | 2 fois            | 13       | Suns de Phoenix            | 15 mai 2005   |
| Paniers tentés             | 27               | @ Grizzlies de Memphis    | 22 février 2008   | 22       | @ Suns de Phoenix          | 28 mai 2006   |
| Paniers à 3 points réussis | 5                | @ Clippers de Los Angeles | 28 décembre 2008  | 3        | 6 fois                     | 6 fois        |
| Paniers à 3 points tentés  | 8                | 3 fois                    | 3 fois            | 7        | @ Warriors de Golden State | 3 mai 2007    |
| Lancers francs réussis     | 15               | 2 fois                    | 2 fois            | 11       | 2 fois                     | 2 fois        |
| Lancers francs tentés      | 17               | Jazz de l'Utah            | 8 décembre 2007   | 13       | Spurs de San Antonio       | 25 avril 2009 |
| Rebonds offensifs          | 8                | @ Grizzlies de Memphis    | 17 février 2004   | 6        | 3 fois                     | 3 fois        |
| Rebonds défensifs          | 13               | 2 fois                    | 2 fois            | 12       | Heat de Miami              | 8 juin 2006   |
| Rebonds totaux             | 18               | Suns de Phoenix           | 14 décembre 2005  | 15       | @ Suns de Phoenix          | 3 juin 2006   |
| Passes décisives           | 7                | @ Clippers de Los Angeles | 28 décembre 2008  | 5        | Warriors de Golden State   | 1er mai 2007  |
| Interceptions              | 7                | Jazz de l'Utah            | 8 avril 2009      | 5        | Warriors de Golden State   | 25 avril 2007 |
| Contres                    | 6                | Timberwolves du Minnesota | 15 mars 2005      | 4        | Rockets de Houston         | 7 mai 2005    |
| Balles perdues             | 6                | Suns de Phoenix           | 28 décembre 2006  | 5        | 3 fois                     | 3 fois        |
| Minutes jouées             | 51               | @ Suns de Phoenix         | 1er novembre 2005 | 50       | @ Heat de Miami            | 18 juin 2006  |

- Double-double : 71 (dont 14 en playoffs)
- Triple-double : 0

## Divers
- Son maillot est retiré a Wake Forest
- Howard a participé au NBA All-Star Game 2007 pour remplacer le Chinois Yao Ming